# (4260) Yanai
(4260) Yanai es un asteroide perteneciente al cinturón de asteroides, descubierto el 4 de enero de 1989 por Seiji Ueda y el astrónomo Hiroshi Kaneda desde el Kushiro Marsh Observatory, Hokkaido, Japón.

## Designación y nombre
Designado provisionalmente como 1989 AX. Fue nombrado Yanai en honor al astrónomo japonés Masayuki Yanai.